# Berberis pachyacantha
Berberis pachyacantha är en berberisväxtart. Berberis pachyacantha ingår i släktet berberisar, och familjen berberisväxter.

## Underarter
Arten delas in i följande underarter:
- B. p. pachyacantha
- B. p. zabeliana